# Македонський Брод (община)
Македонський Брод (мак. Општина Македонски Брод) — община в Північній Македонії. Адміністративний центр — м. Македонський Брод. Площа — 888,97 км². Населення — 7 141 чол.
До складу общини входять села: Белиця, Бенче, Бітово, Близансько, Брест, Брезниця, Волче, Заград, Звечан, Здуньє, Зркле, Інче, Косово (Македонія), Лупште, Могилець, Модриште, Тажево, Томино-Село.